# Paul Carroll
Paul Carroll (* 16. Mai 1986 in Taree) ist ein australischer Volleyballspieler.

## Karriere
Carroll begann am Great Lakes College in Forster mit dem Volleyball und wurde anschließend am Australian Institute of Sport ausgebildet. 2005 gab er sein Debüt in der australischen Nationalmannschaft. Während seines Studiums an der Pepperdine University in Kalifornien spielte er von 2006 bis 2009 in der Universitätsmannschaft Waves. In der Saison 2009/10 war der Diagonalangreifer in der italienischen Liga bei Volley Forlì aktiv. Danach wechselte er zum deutschen Bundesligisten Generali Haching. Mit dem Verein gewann er in der Saison 2010/11 den DVV-Pokal im Finale gegen die Berlin Recycling Volleys. In den Bundesliga-Playoffs schied er mit Haching gegen Berlin aus. Carroll wurde als wertvollster Spieler (MVP) der Liga ausgezeichnet. Anschließend wurde er von den Berlin Recycling Volleys verpflichtet. Mit dem Team aus der Hauptstadt wurde der Australier in der Saison 2011/2012 gleich deutscher Meister. In den folgenden beiden Jahren gelang Berlin die erfolgreiche Titelverteidigung in der Liga. In der Saison 2014/2015 wurde der Verein Vizemeister hinter dem VfB Friedrichshafen und erreichte in eigener Halle den dritten Platz in der Champions League. 2016 gewann Carroll mit den Berlinern das Triple aus deutscher Meisterschaft, DVV-Pokal und CEV-Pokal. 2017 wurde er erneut deutscher Meister und stand im Finale des DVV-Pokals sowie im Final Four der Champions League. In der folgenden Saison kam Berlin ins Viertelfinale des DVV-Pokals und schaffte die Titelverteidigung in der Bundesliga. Danach wechselte er zum russischen Verein VK Jenissei Krasnojarsk.